# Werner Rusche
Werner Rusche (* 3. April 1962) ist ein ehemaliger deutscher Fußballspieler. Der Mittelfeld- und Abwehrspieler absolvierte in der Saison 1985/86 beim Hamburger SV vier Bundesligaspiele, ehe er von 1987 bis 1992 beim SV Meppen in der 2. Bundesliga 117 Ligaspiele mit 14 Toren folgen ließ.

## Laufbahn
Rusche, er war über die Amateurstationen FC Neulehe, TuS Aschendorf und VfL Herzlake zur Saison 1985/86 zum Hamburger SV gekommen und absolvierte für die „Rautenträger“ in dieser Saison unter dem damaligen Trainer Ernst Happel vier Bundesligaspiele. Manager Günter Netzer hatte neben dem 1,87 m großen Rusche auch noch die weiteren Spieler Heinz Gründel, Thomas Kroth, Peter Lux, Ralf Balzis, Bernd Bressem, Jens Duve, Tobias Homp und Manfred Wasner neu verpflichtet. Am 14. September 1985, bei einem 2:0-Heimerfolg gegen den VfB Stuttgart, debütierte Rusche in der Bundesliga. Er wurde in der 63. Minute eingewechselt und bildete dann zusammen mit Lux, Wolfgang Rolff und Felix Magath das HSV-Mittelfeld. Sein viertes und letztes Bundesligaspiel bestritt Rusche am 22. März 1986 bei einer 1:4-Heimniederlage gegen Bayer Uerdingen. Da wurde er in der 19. Minute für Balzis eingewechselt und agierte im Mittelfeld an der Seite von Rolff, Kroth, Magath und Homp.
Danach wechselte der blonde Mittelfeldspieler zum SV Meppen. Parallel nahm er eine Dreiviertelstelle im öffentlichen Dienst an. Er war Mitglied der Aufstiegsmannschaft der Saison 1986/87, die den erstmaligen Sprung aus dem Amateurfußball (Oberliga Nord) in den Profifußball (2. Bundesliga) schaffte. Unter Trainer Rainer Persike gehörte Rusche auch der Mannschaft an, welche am 22. Juli 1987 bei Kickers Offenbach (0:3) in der 2. Bundesliga debütierte. Im ersten Heimspiel setzte sich das Team vom Hindenburgstadion mit einem 3:2-Erfolg gegen Fortuna Köln durch. Am Rundenende hatte Rusche an der Seite von Mitspielern wie Torhüter Hermann Rülander, Eckhard Vorholt, Josef Menke, Martin van der Pütten und den zwei Nachverpflichtungen Paul Caligiuri und Marko Myyry 30 Ligaspiele bestritten (2 Tore) und der Aufsteiger aus dem Emsland erreichte mit dem 14. Rang den Klassenerhalt.
Zwischen 1987 und 1992 absolvierte Rusche 117 Spiele für den SV Meppen und erzielte 14 Tore in der 2. Bundesliga. Dann gab er den Zweitligafußball auf und nahm eine Vollzeitstelle an.
Im Anschluss an seine Zeit beim SV Meppen war Werner Rusche noch als Spielertrainer beim SV Amisia Papenburg und beim SC Blau-Weiß Papenburg aktiv. Nach einer gesundheitsbedingten Pause vom Fußball spielte er bis zu einem Bandscheibenvorfall bei den Alten Herren des SV Herbrum.